# ПВ-1
ПВ-1 (Пулемёт Воздушный первый) — авиационный вариант пулемёта Максима, предназначенный для установки на самолёты.

## История
Модификация, предназначенная для вооружения авиации СССР, была разработана в 1926 году под руководством конструктора А. В. Надашкевича.
От первоначальной конструкции Максима пулемёт отличало отсутствие водяного охлаждения, бронещита, а также укороченный ствол, что позволило уменьшить массу оружия. В качестве дополнительной возможности облегчения пулемёта рассматривалось изготовление отдельных частей (короба, кожуха и других) из дюралюминия (модель А-2), однако из-за неудовлетворительного результата полигонных испытаний от этой идеи пришлось отказаться.
Первый советский серийный истребитель И-2, выпущенный в 1926 году, был вооружён двумя синхронными пулемётами ПВ-1.
В 1927 году по итогам многочисленных испытаний пулемёт А. В. Надашкевича, участвовавший в конкурсе на разработку авиационного пулемёта вместе с английским аналогом Виккерс-К, был признан лучшим, и Тульский оружейный завод приступил к его серийному производству.
В 1928 году ПВ-1 был официально принят на вооружение Военно-воздушных сил и устанавливался на советские истребители И-3, И-4, И-7, И-8, И-14, И-15, И-16, разведчик Р-5, бомбардировщик ТБ-1, многоцелевой У-2ВС, лёгкий штурмовик ДИ-6 (6 пулемётов), а также тяжёлый штурмовик ТШ-1, который имел на борту 10 пулемётов ПВ-1 и 2 пулемёта ДА.
Применялся как для стрельбы через воздушный винт, так и вне плоскости вращения винта (на неподвижных или ограниченно подвижных креплениях, в том числе батареями по 2 и 4). Использование спаренных пулемётов (начиная с истребителя И-4) потребовало внесения изменений в конструкцию, и с декабря 1929 года было начато производство варианта ПВ-1 с подачей ленты с левой стороны.
В 1931 году, когда развитие авиационной техники снизило требования по ограничению массы самолётного вооружения, по предложению начальника Артиллерийского управления РККА Г. И. Бондаря было принято решение об отказе от укороченного ствола, снижавшего боевые качества ПВ-1, и об установке на него стандартного ствола пулемёта Максима.
В 1932 году тульские конструкторы С. В. Владимиров и С. А. Ярцев разработали ручку перезаряжания для механического отвода подвижных частей, облегчавшую обслуживание ПВ-1.
Созданный конструкторами-оружейниками синхронный пулемет в отличие от «Максима» стал весить почти на 6 кг меньше за счет использования более короткого и тонкого ствола с воздушным охлаждением. Введение буферной пружины, сообщавшей дополнительную скорость подвижной системе при движении её вперед и принимающей на себя удар при её отходе, а также втулки надульника с меньшим диаметром отверстия позволило поднять темп стрельбы с 600 до 750 выстр/мин.журнал Братишка
Всего в 1927—1939 годах было выпущено почти 18 тысяч единиц ПВ-1. В 1940 году, в связи с переходом на более современные образцы пулеметов ШВАК и ШКАС, и снятием с вооружения моделей самолётов, на которые устанавливался ПВ-1, производство пулемёта было прекращено.
Имевшиеся в частях ВВС РККА (в том числе, учебных) пулемёты ПВ-1 продолжали использоваться до выработки ресурса или до вывода из эксплуатации самолётов, на которых они были установлены.
В период Великой Отечественной войны, кроме вооружения самолётов У-2, строенные ПВ-1 (на иллюстрации) использовались в выпускавшихся в Тамбове зенитно-пулемётных установках конструкции Н. Токарева, в том числе для противовоздушной защиты советских бронепоездов.
В 1942 году оружейный завод в Златоусте начал установку оставшихся на складах хранения ПВ-1 на колёсные станки образца 1910 года конструкции А. А. Соколова, направив в пехотные части Красной Армии 3009 станковых пулемётов.